# Ekaterina Vinogradova
Pour les articles homonymes, voir Ivanova.
Ekaterina Guennadievna Vinogradova (en russe : Екатерина Геннадьевна Виноградова), née Ivanova le 3 septembre 1977 à Novossibirsk, en RSFS de Russie (Union soviétique), est une biathlète biélorusse. Elle est aussi fondeuse et a représenté ensuite les États-Unis puis l'Arménie. 

## Biographie

### Avec la Biélorussie
Au début de sa carrière, elle représente la Biélorussie. En 1997, pour ses débuts, elle est troisième du relais des Championnats du monde junior et court une épreuve de la Coupe du monde. De retour en compétition internationale en 2003, elle remporte le titre de championne d'Europe de la poursuite avant de participer à ses premiers championnats du monde à Khanty-Mansiïsk, terminant trois fois dans le top vingt individuellement et quatrième du relais. Durant la saison 2003-2004, elle remporte le relais d'Hochfilzen, synonyme de premier podium en Coupe du monde. Elle attend les Championnats du monde d'Oberhof pour une première récompense individuelle. En effet, elle se classe troisième à égalité avec Martina Glagow sur le sprint pour décrocher la médaille de bronze. Elle se classe dix-septième du général de la Coupe du monde à l'issue de l'hiver, ce qui restera son meilleur. En 2005, alors qu'elle n'est pas au même niveau en individuel (0 top dix), elle remporte la médaille de bronze du relais aux Championnats du monde 2005 avec Olga Nazarova, Ludmila Ananko et Olena Zubrilova. Lors de son unique participation aux Jeux olympiques en 2006, elle ne fait pas mieux en individuel que 29e à la poursuite, mais prend la quatrième place avec le relais. Elle parvient à retrouver le podium lors de l'étape finale de la Coupe du monde à Oslo, avec le troisième rang au sprint.
Même si son activité principale est le biathlon, elle a aussi concouru dans les compétitions internationales de ski de fond. En octobre 2004, elle prend le départ du sprint de Coupe du monde à Düsseldorf, où elle arrache quelques points avec sa 19e position.

### 2009 et 2010: Changements de pays
Après 2006 et avoir quitté l'équipe nationale de son plein gré, elle cherche une nouvelle nationalité sportive, essayant de rejoindre l'équipe russe, sans succès.
De 2009 à 2010, elle représente désormais les États-Unis, le pays où elle réside (à Auburn en Californie). Elle court seulement les épreuves du circuit nord-américain en ski de fond.
Lors de la saison 2010-2011, elle fait son retour au niveau international en biathlon, avec de nouvelles couleurs, celles de l'Arménie. Elle y prend part aux Championnats du monde à Khanty-Mansiïsk, où elle est notamment 36e de la poursuite pour ses premiers points depuis cinq ans. Elle dispute une saison supplémentaire dans le sport de haut niveau.

## Palmarès

### Jeux olympiques
| Nat.        | Épreuve / Édition          | Individuel | Sprint | Poursuite | Départ en masse | Relais |
| Biélorussie | Jeux olympiques 2006 Turin | 44e        | 37e    | 29e       |                 | 4e     |

### Championnats du monde
| Nat.        | Mondiaux \ Épreuve          | Individuel | Sprint                    | Poursuite | Départ en masse | Relais                    | Relais mixte                     |
| Biélorussie | 2003 Khanty-Mansiïsk        | 11e        | 15e                       | 9e        | 28e             | 4e                        | Épreuve inexistante à cette date |
| Biélorussie | 2004 Oberhof                | DNF        | Médaille de bronze, monde | 6e        | 25e             | 4e                        | Épreuve inexistante à cette date |
| Biélorussie | 2005 Hochfilzen / Khanty-M. | 36e        | 56e                       | DNS       | —               | Médaille de bronze, monde | 12e                              |
| Arménie     | 2011 Khanty-Mansiïsk        | DNF        | 50e                       | 36e       | —               | —                         | —                                |

Légende :

 : troisième place, médaille de bronze

 : épreuve inexistante à cette date

— : n'a pas participé à cette épreuve

DNF : abandon

### Coupe du monde de biathlon
- Meilleur classement général : 17e en 2004.
- 2 podiums individuels : 2 troisièmes places[2].
- 4 podiums en relais : 1 victoire et 3 troisièmes places.

#### Classements en Coupe du monde
| Saison    | Classement général final | Individuel | Sprint | Poursuite | Mass start |
| 2002-2003 | 37e                      | 26e        | 48e    | 32e       | 43e        |
| 2003-2004 | 17e                      | 29e        | 15e    | 16e       | 25e        |
| 2004-2005 | 45e                      | 39e        | 44e    | 45e       | 41e        |
| 2005-2006 | 20e                      | nc         | 19e    | 19e       | 24e        |
|           |                          |            |        |           |            |
| 2010-2011 | 92e                      | nc         | nc     | 73e       |            |
| 2011-2012 | 85e                      | 89e        | 83e    | nc        |            |

### Coupe du monde de ski de fond
- Meilleur classement général : 79e en 2005.
- Meilleur résultat individuel : 19e.

### Championnats d'Europe
- Médaille d'or de la poursuite en 2003.
- Médaille de bronze du sprint et du relais en 2003.
- Médaille d'argent de la poursuite et du relais en 2004.
- Médaille d'or du relais en 2006.

### Championnats du monde de biathlon d'été
- Médaille d'or du relais en 2003, 2004 et 2005.